# 8月21日
8月21日（はちがつにじゅういちにち）は、グレゴリオ暦で年始から233日目（閏年では234日目）にあたり、年末まであと132日ある。

## できごと

源頼朝、征夷大将軍に就任 (1192)

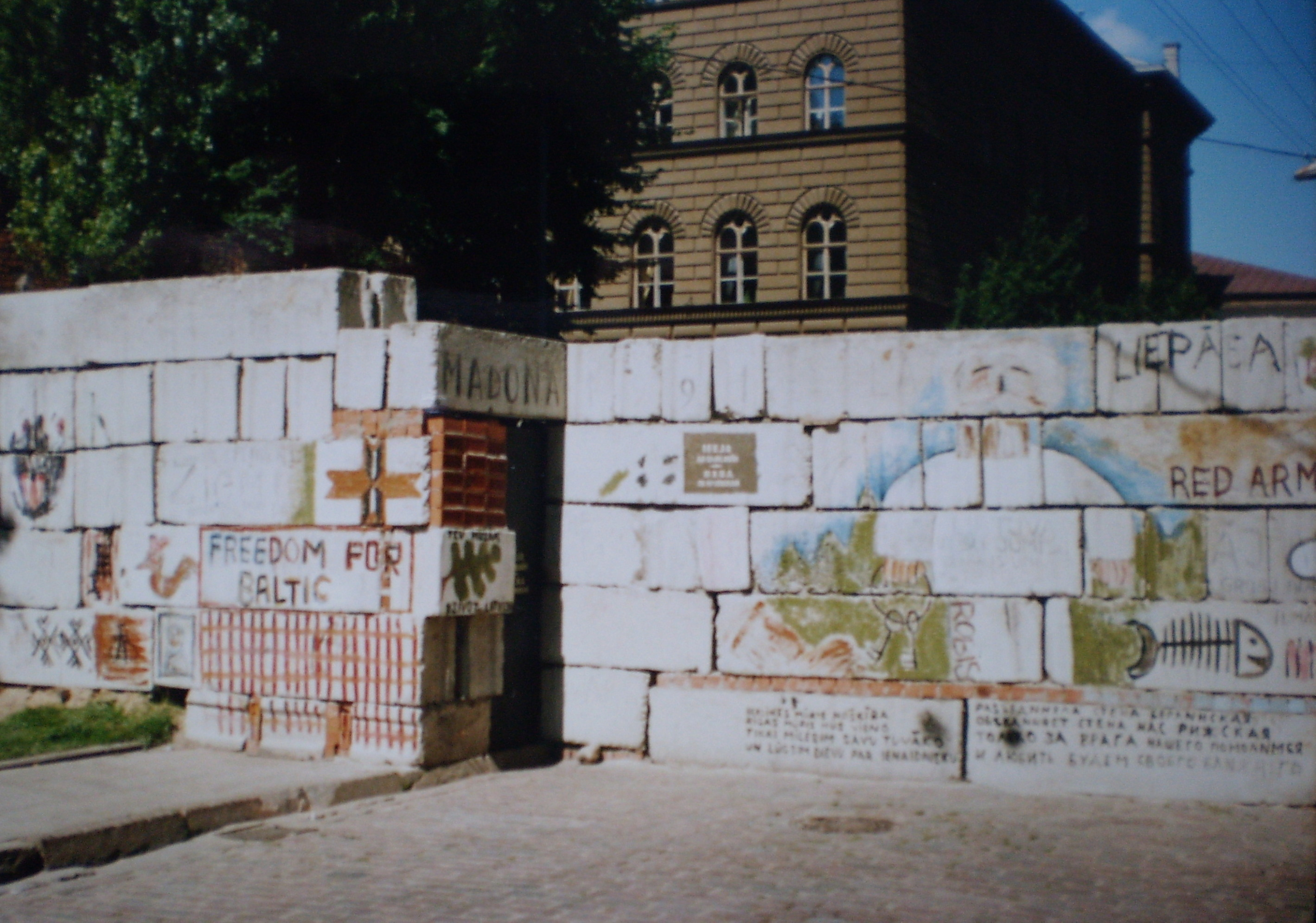
ラトビアがソ連から独立を回復(1991)。画像は国会に張られたバリケード

- 1192年（建久3年7月12日） - 源頼朝が征夷大将軍に就任する[1]。
- 1770年 - ジェームズ・クックがオーストラリア東部に対するイギリス領有権を正式に主張[2]。ニューサウスウェールズと命名。
- 1772年 - クーデターを起こし貴族らから権限を奪還したスウェーデン王グスタフ3世が新憲法を制定[3]。スウェーデンを弱体化させた自由の時代が終結。
- 1810年 - スウェーデン議会がフランスの軍人ジャン＝バティスト・ジュール・ベルナドットをスウェーデン王太子に選出。
- 1831年 - 米バージニア州サウサンプトン郡で、ナット・ターナー率いる奴隷の反乱が勃発。50人以上の白人が殺害される（ナット・ターナーの反乱（英語版））。

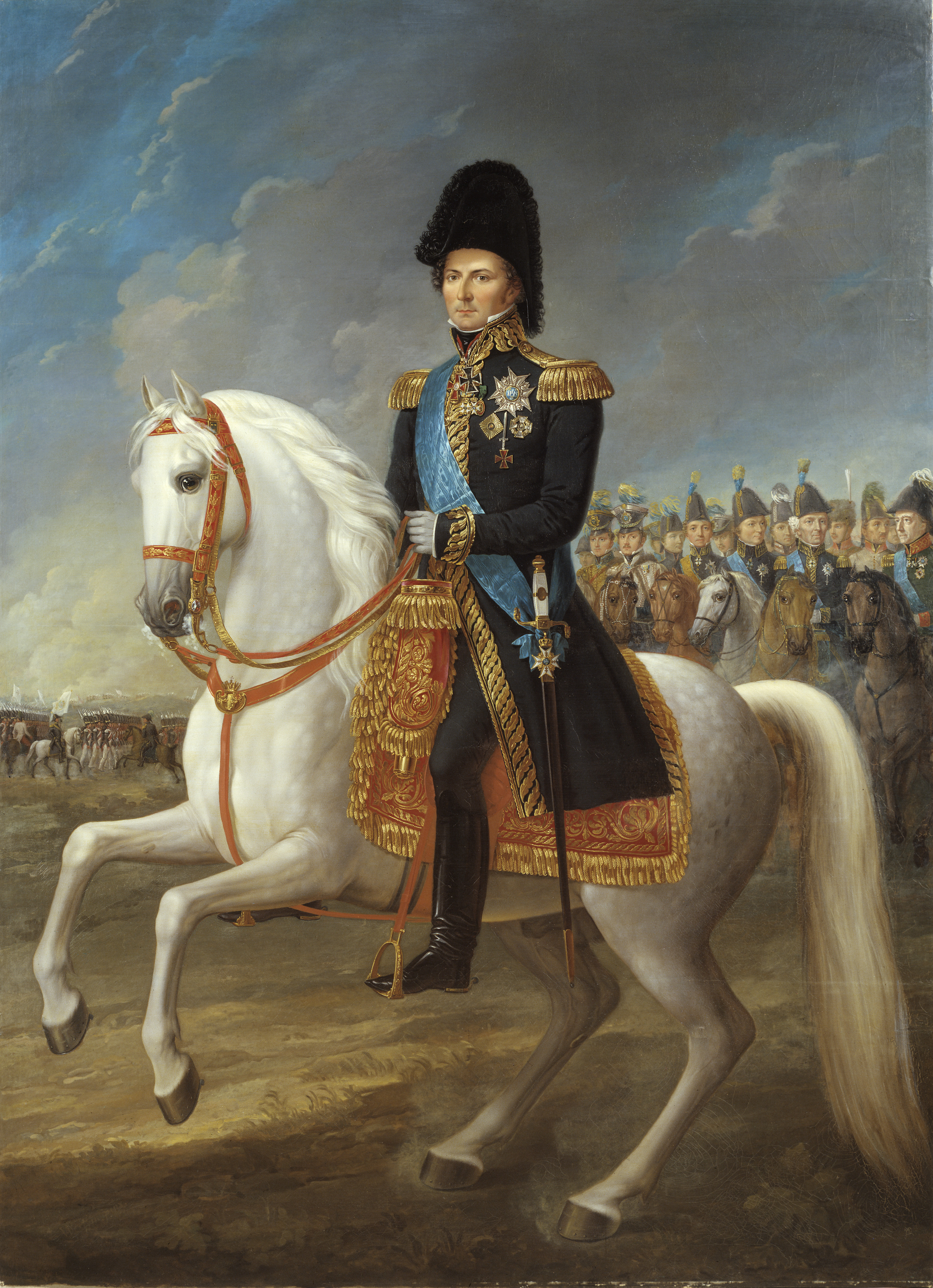
フランスの軍人ジャン＝バティスト・ジュール・ベルナドットがスウェーデンの王太子に選出される(1810)。1818年に王となる

- 1856年（安政3年7月21日） - アメリカ合衆国初代駐日領事タウンゼント・ハリスが下田港に到着。
- 1862年 - ウィーン市営公園（英語版）が開園[4][5]。
- 1876年 - 第2次府県統合。山形県・宮城県・福島県・群馬県・栃木県・埼玉県・長野県・岐阜県・静岡県・京都府・兵庫県・福岡県・大分県がほぼ現在の形になる。
- 1877年 - 上野公園で第1回内国勧業博覧会開催。
- 1878年 - アメリカ法曹協会設立。
- 1879年 - アイルランド・クノックで聖母マリアが人々の前に現れる[6]。
- 1898年 - 共和演説事件。尾崎行雄文相が帝国教育会で行なった演説の一節、「日本に共和政治があると仮定すれば、おそらく三井、三菱は大統領候補者となるだろう」が不敬として問題になる。
- 1904年 - 甲武鉄道（現在のJR中央本線）の飯田町 - 中野で、日本の普通鉄道では初めての電車運転を開始。
- 1911年 - 警視庁に特別高等警察課（特高）を設置。
- 1913年 - 東北帝国大学の入学試験合格発表で3名の女性が合格。帝国大学初の女子学生となる[7]。
- 1923年 - 石狩沼田幌新事件（-同月24日）：日本史上2番目の熊害事件
- 1924年 - 國民新聞が日本で初めて天気図を新聞に掲載。
- 1937年 - 中ソ不可侵条約締結。
- 1942年 - 第二次世界大戦・ガダルカナル島の戦い: イル川渡河戦（テナルの戦い）
- 1944年 - ダンバートン・オークス会議が開幕。米英中ソの代表が国連憲章草案を作成。

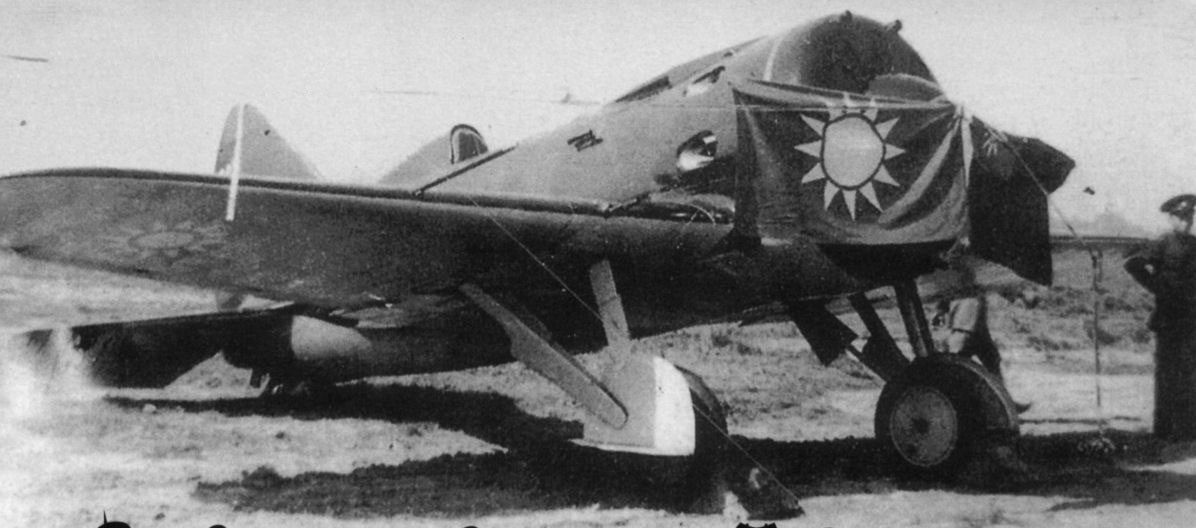
中ソ不可侵条約締結(1937)。画像は中華民国に供与されたソ連製I-16

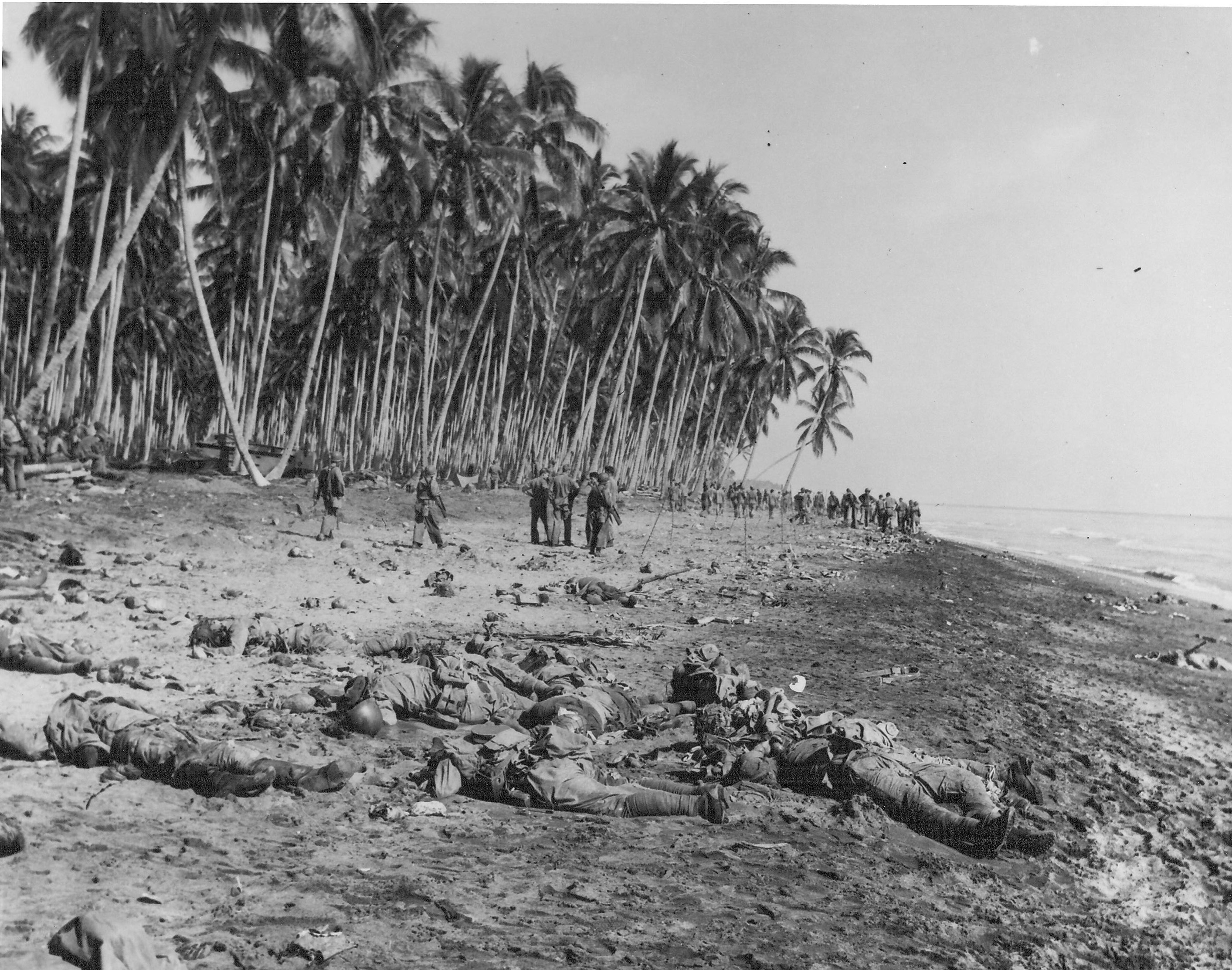
ガダルカナル島の戦い、イル川渡河戦(1942)。画像は包囲殲滅された一木支隊

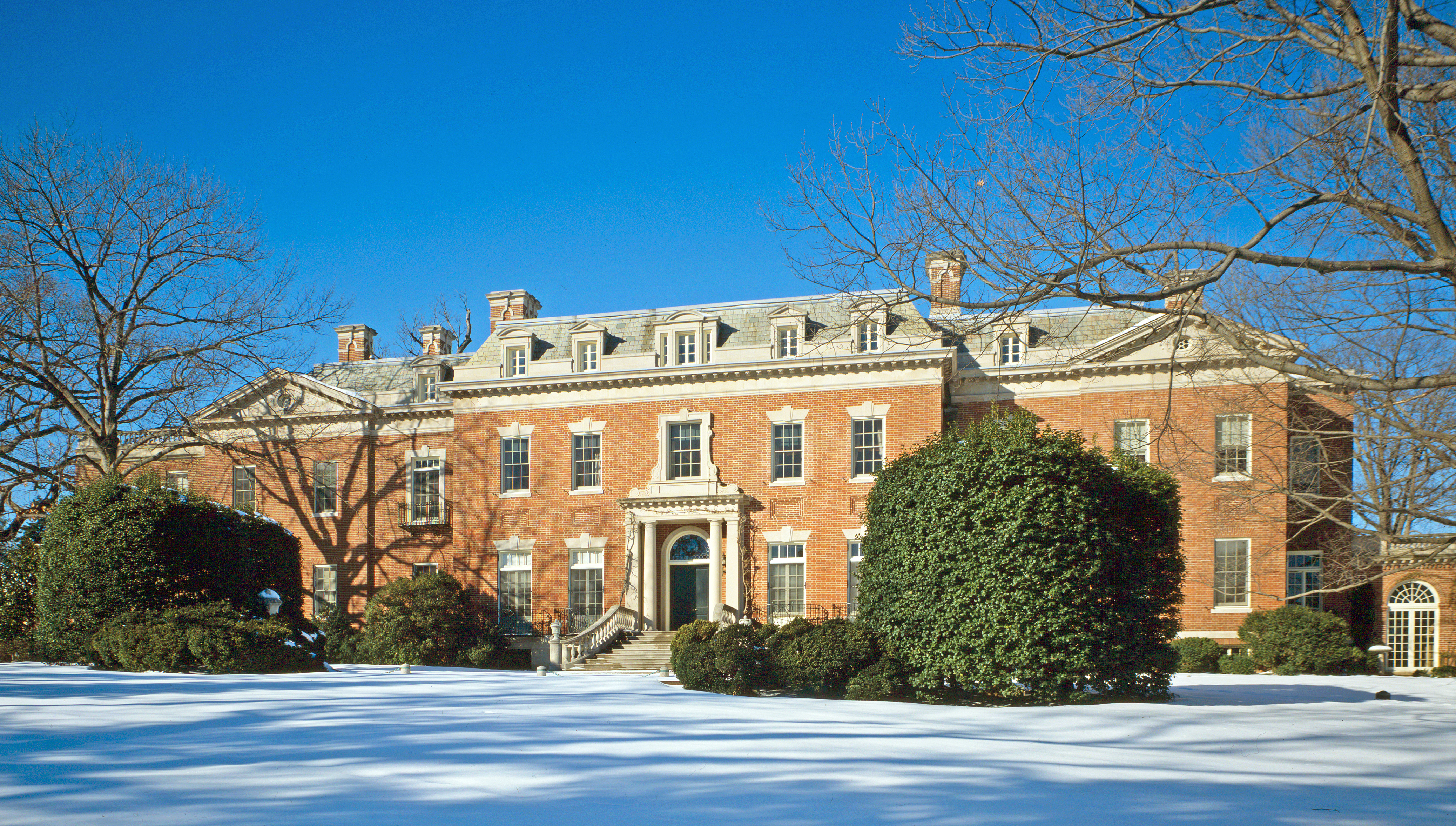
ダンバートン・オークス会議(1944)。画像は会議のあった建物

- 1948年 - 帝銀事件の被疑者として画家の平沢貞通が警視庁に逮捕される。
- 1957年 - ソ連が世界で初めて大陸間弾道ミサイル（ICBM）R-7の発射実験に成功。
- 1957年 - 国鉄スワローズの金田正一が中日ドラゴンズ戦で完全試合を達成。
- 1958年 - 小松川事件。17日から行方不明になっていた東京都立小松川高等学校の女子学生の遺体を発見。9月1日に同じ高校の男子生徒を逮捕。
- 1959年 - ハワイ準州（Territory of Hawaii）が州に昇格し、アメリカ合衆国50番目の州・ハワイ州となる。
- 1963年 - アエロフロート機ネヴァ川不時着水事故。
- 1970年 - 台風10号（土佐湾台風）が高知県に上陸し、大きな被害をもたらす。
- 1971年 - 朝霞自衛官殺害事件: 朝霞駐屯地で自衛官が新左翼によって殺害される。
- 1976年 - ポプラ事件: 国連軍がポール・バニアン作戦を実施。
- 1983年 - フィリピンの反マルコスの指導者ベニグノ・アキノ・ジュニア（ニノイ・アキノ）上院議員が、亡命先のアメリカから帰国した。アキノはマニラ空港で暗殺される。
- 1984年 - フィリピン・マニラで、フェルディナンド・マルコス同国大統領に対する50万人規模の抗議デモ発生。
- 1986年 - カメルーンのニオス湖で湖水爆発。二酸化炭素が大量発生し、近隣の住民1800人が窒息死。
- 1989年 - F8F改造のエアレーサー「レア・ベア（英語版）」が、レシプロ機の最大速度記録である850.26 km/hを記録する。
- 1991年 - ラトビアがソビエト連邦からの独立を回復。
- 2001年 - ジャスコ株式会社がイオン株式会社に社名を変更。
- 2004年 - 山陽電鉄本線の東二見駅 - 播磨町駅間に西二見駅が開業[8]。
- 2004年 - 長渕剛が桜島でオールナイトライブを敢行。（長渕剛 ALL NIGHT LIVE IN 桜島 04.8.21）桜島の人口の13倍にあたる7万5千人を動員し、日本の音楽史上に残るライブとなった[9]。
- 2004年 - チェチェン共和国首都グロズヌイにおいて、チェチェン独立派テロリストが同年8月29日実施予定の大統領選挙に反対し、投票所や警察署を襲撃する[10]。治安部隊・武装勢力合わせて60人以上が死亡。
- 2008年 - 北京オリンピックのソフトボール決勝戦で日本代表がアメリカ代表を下し金メダルを獲得[11][12]。
- 2010年 - 第92回全国高等学校野球選手権大会で沖縄県代表興南高校が初優勝。沖縄県勢初の夏の優勝を飾る。
- 2013年 - ヤンキースのイチローがブルージェイズ戦で、史上3人目の通算4000本安打を記録する[13]。（現地時間）
- 2015年 - タリス銃乱射事件[14]。
- 2016年 - リオデジャネイロオリンピック閉会式[15]。
- 2016年 - 名古屋小6受験殺人事件が発生[16]。
- 2017年 - 皆既日食がアメリカ合衆国大陸を横断して発生する[17]。
- 2018年 - ベネズエラの通貨がデノミ実施により、ボリバル・フエルテからボリバル・ソベラノに変わった[18]。

## 誕生日

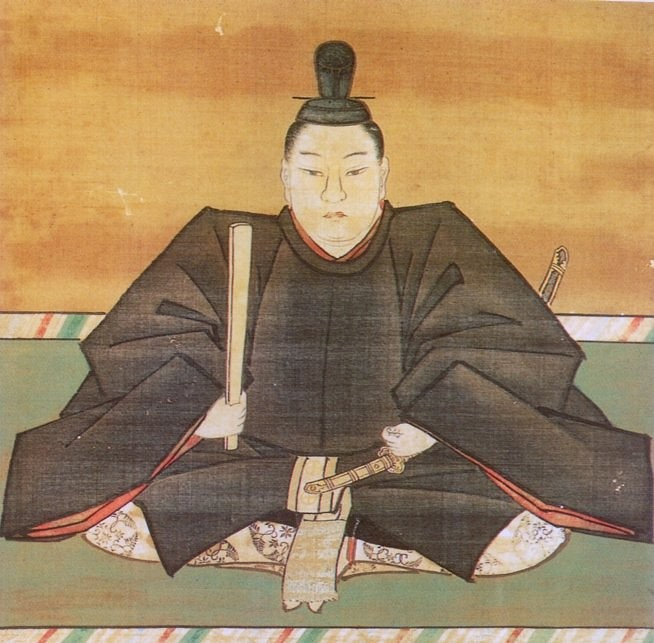
武将、島津義弘(1535-1619)

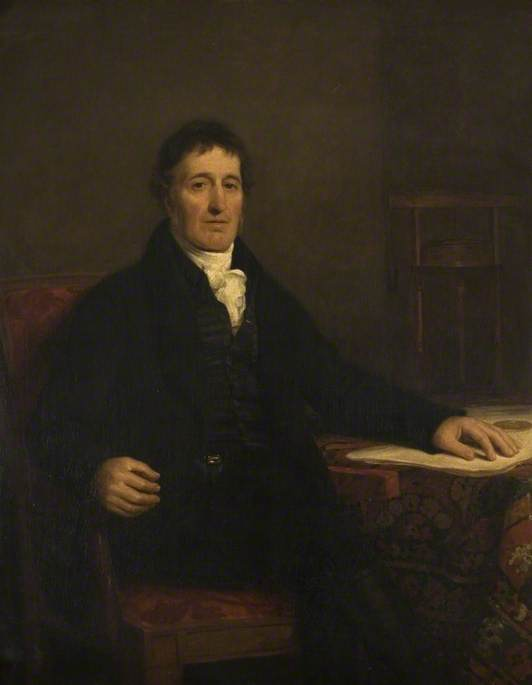
発明家ウィリアム・マードック(1754-1839)。ガス灯を発明

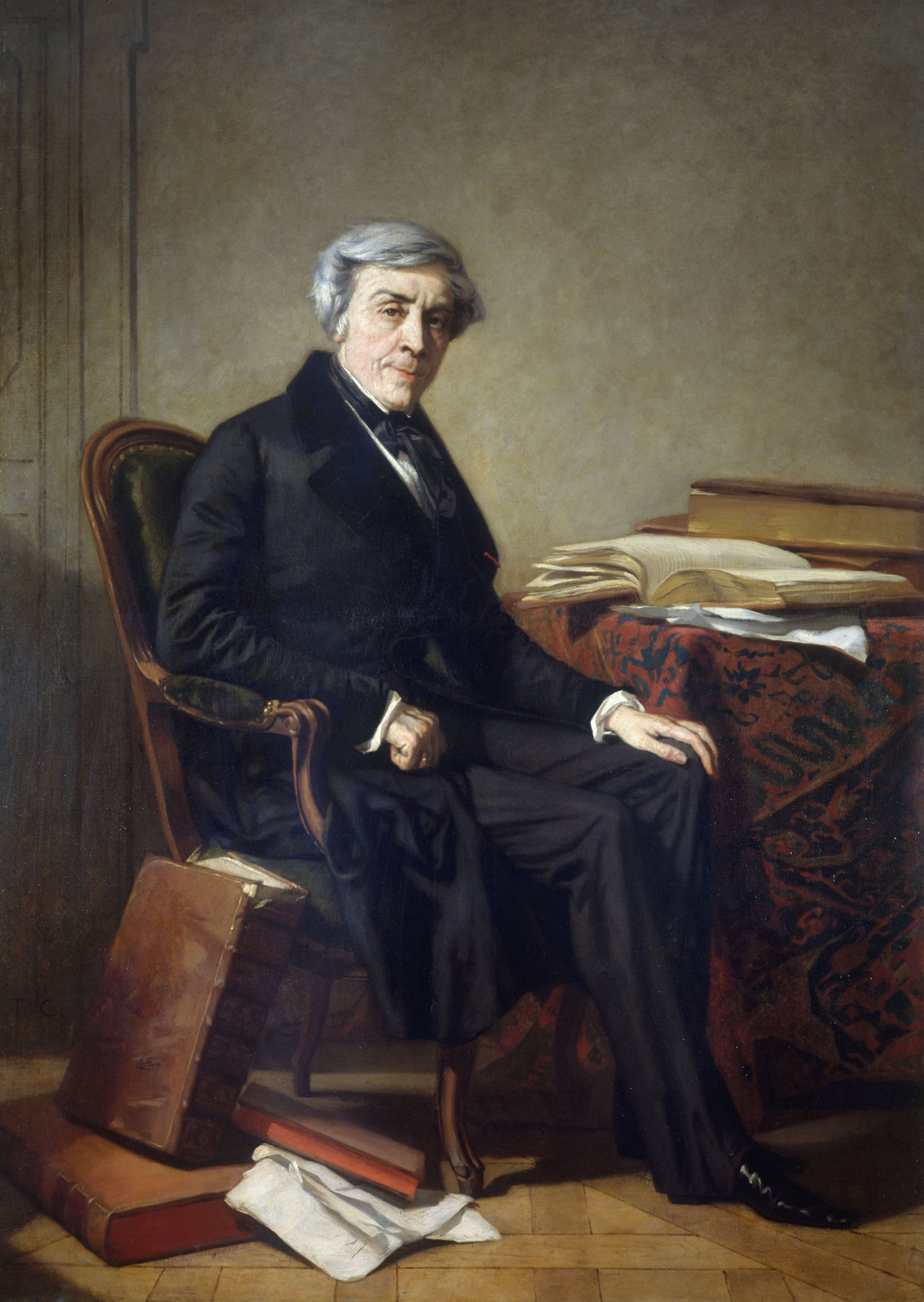
歴史家ジュール・ミシュレ(1798-1874)

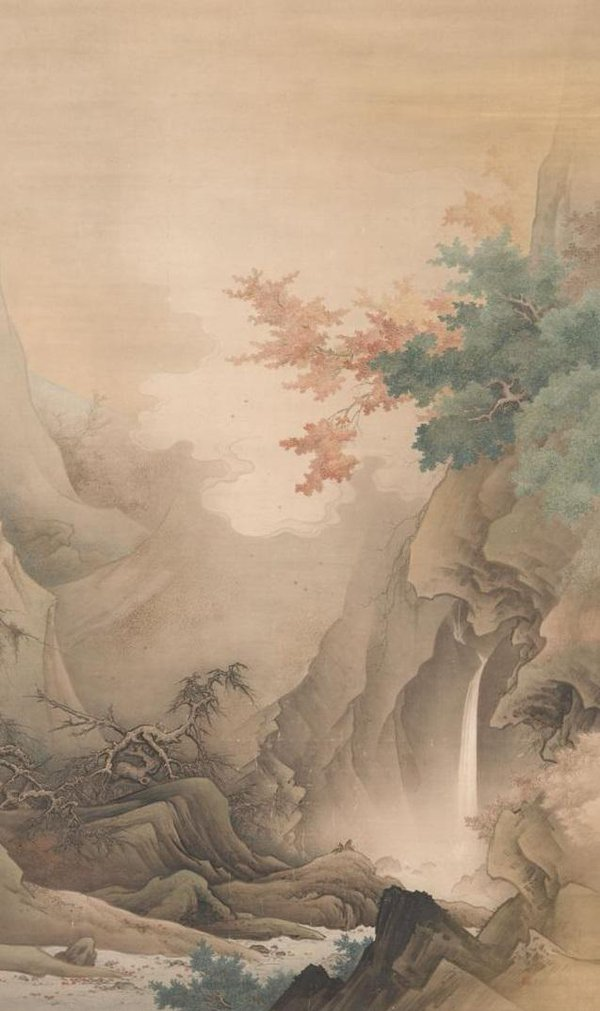
日本画家、橋本雅邦(1835-1908)誕生。画像は『白雲紅樹』(1890)

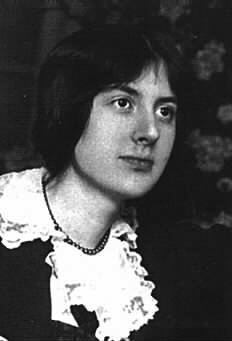
作曲家リリ・ブーランジェ(1893-1918)

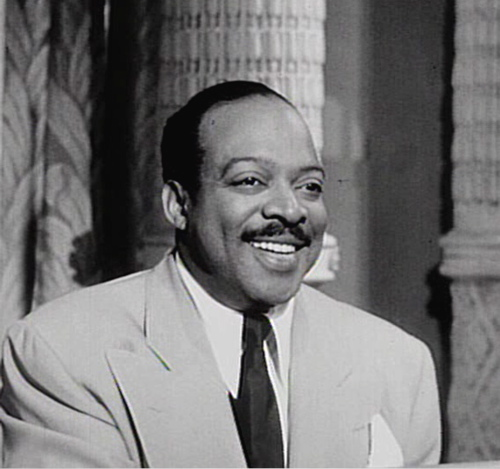
ジャズピアノ奏者、カウント・ベイシー(1904-1984)

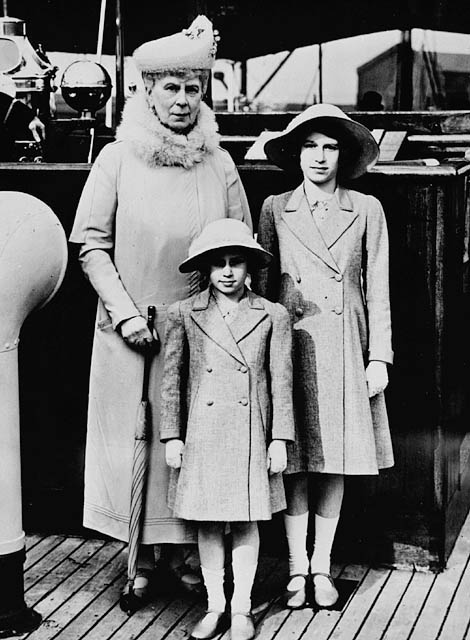
イギリス王女マーガレット(中央; 1930-2002)誕生

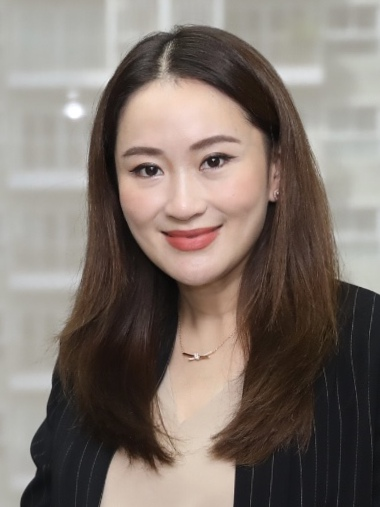
タイ王国第39代首相、ペートンターン・シナワット(1986-)

- 1165年 - フィリップ2世、フランス王（+ 1223年）
- 1535年（天文4年7月23日） - 島津義弘、戦国大名（+ 1619年）
- 1567年 - フランシスコ・サレジオ、カトリック教会・聖公会の聖人（+ 1622年）
- 1643年 - アフォンソ6世、ポルトガル王（+ 1683年）
- 1665年 - ジャコーモ・フィリッポ・マラルディ、天文学者（+ 1729年）
- 1670年 - ジェームズ・フィッツジェームズ、軍人（+ 1734年）
- 1717年（享保2年7月15日） - 醍醐経胤、公卿（+ 1781年）
- 1725年 - ジャン＝バティスト・グルーズ、画家（+ 1805年）
- 1735年 - トバイアス・フルノー、航海者、海軍将校（+ 1781年）
- 1754年 - ウィリアム・マードック、技術者、発明家（+ 1839年）
- 1764年（明和元年7月24日） - 伊東長寛、備中国岡田藩主（+ 1850年）
- 1765年 - ウィリアム4世、イギリス王（+ 1837年）
- 1783年（天明3年7月24日） - 丹羽氏昭、播磨国三草藩主（+ 1827年）
- 1789年 - オーギュスタン＝ルイ・コーシー、数学者（+ 1857年）
- 1798年 - ジュール・ミシュレ、歴史家（+ 1874年）
- 1811年 - ジョゼフ・ドランブール、言語学者（+ 1895年）
- 1816年 - シャルル・ジェラール、化学者（+ 1856年）
- 1823年 - ナサニエル・E・グリーン、画家（+ 1899年）
- 1835年（天保6年7月21日） - 橋本雅邦、日本画家（+ 1908年）
- 1871年 - レオニド・アンドレーエフ、小説家（+ 1919年）
- 1872年 - オーブリー・ビアズリー、画家（+ 1898年）
- 1883年 - 正宗得三郎、画家（+ 1962年）
- 1883年 - 岩村通世、政治家（+ 1965年）
- 1891年 - デイビッド・カーティス・スティーブンソン、クー・クラックス・クラン幹部（+ 1966年）
- 1891年 - エミリアーノ・メルカド・デル・トロ、長寿世界一であった男性（+ 2007年）
- 1893年 - テレサ・ウェルド、フィギュアスケート選手（+ 1978年）
- 1893年 - リリ・ブーランジェ、作曲家（+ 1918年）
- 1894年 - クリスチャン・シャド、芸術家（+ 1982年）
- 1895年 - 木村荘八、洋画家（+ 1958年）
- 1899年 - 方志敏（英語版）、革命家（+ 1935年）
- 1904年 - カウント・ベイシー、バンドリーダー（+ 1984年）
- 1904年 - 奥野高廣、歴史学者（+ 2000年）
- 1909年 - 遠山啓、数学者、教育者（+ 1979年）
- 1909年 - エセル・ケータハム、スーパーセンテナリアン、世界最高齢者
- 1911年 - 小林正、フランス文学者（+ 1975年）
- 1911年 - 今村太平、映画評論家（+ 1986年）
- 1913年 - コーネリアス・ジョンソン、陸上競技選手（+ 1946年）
- 1916年 - 五島昇、実業家（+ 1989年）
- 1916年 - 早川崇、政治家（+ 1982年）
- 1916年 - 橋本正吾、プロ野球選手
- 1917年 - レオニード・ハーヴィッツ、経済学者（+ 2008年）
- 1920年 - クリストファー・ロビン・ミルン（英語版）、A・A・ミルンの息子、『クマのプーさん』のクリストファー・ロビンのモデル（+ 1996年）
- 1924年 - 吾妻ひな子、漫才師、漫談家（+ 1980年）
- 1925年 - 篠原一、政治学者（+ 2015年[19]）
- 1929年 - 中西進、国文学者
- 1930年 - 芦田淳、ファッションデザイナー（+ 2018年[20]）
- 1930年 - マーガレット、イギリスの王族（+ 2002年）
- 1932年 - 村上正邦、政治家（+ 2020年[21]）
- 1933年 - 越部信義、作曲家（+ 2014年）
- 1933年 - 菅原洋一、歌手
- 1934年 - ジョン・ホール、物理学者
- 1936年 - エリック・ハイドシェック、ピアニスト
- 1937年 - 山根久幸、俳優
- 1938年 - ケニー・ロジャース、カントリー歌手（+ 2020年）
- 1939年 - ジェームズ・バートン、ギタリスト
- 1939年 - フェスタス・モハエ、政治家、ボツワナ大統領
- 1940年 - 斉藤安弘、ラジオパーソナリティ
- 1942年 - 生沢徹、カーレーサー
- 1943年 - フェリックス・ミヤーン、元プロ野球選手
- 1944年 - ピーター・ウィアー、映画監督
- 1947年 - 稲川淳二、タレント
- 1947年 - 盛田嘉哉、元プロ野球選手
- 1947年 - ルーシャス・シェパード、作家（+ 2014年）
- 1951年 - グレン・ヒューズ、ミュージシャン
- 1951年 - 由良拓也、レーシングカーデザイナー
- 1952年 - ジョー・ストラマー、ミュージシャン（+ 2002年）
- 1952年 - 滝沢久美子、声優（+ 2022年）
- 1952年 - 豊田俊郎、政治家
- 1952年 - 皆川圭一郎、政治家（+ 2006年）
- 1953年 - 関根勤、タレント
- 1953年 - 円広志、歌手、作曲家、タレント
- 1955年 - 加門良、俳優
- 1957年 - 竹葉山真邦、元大相撲力士、年寄22代間垣
- 1957年 - 亀垣一、メカニックデザイナー、アニメ監督
- 1957年 - 光井正和、元プロ野球選手
- 1959年 - 新居昭乃、シンガーソングライター
- 1960年 - 池田晶子、哲学者、文筆家（+ 2007年）
- 1961年 - 野村玲子、ミュージカル女優
- 1962年 - 宮﨑勤、シリアルキラー（+ 2008年）
- 1962年 - 加良まゆみ、声優
- 1962年 - 長谷川公彦、俳優
- 1963年 - ムハンマド6世、モロッコ国王
- 1963年 - 高樹沙耶、元女優
- 1963年 - 眞鍋政義、バレーボール選手
- 1965年 - 鈴木祥子、シンガーソングライター
- 1966年 - 増沢望、俳優
- 1966年 - 西村和彦、俳優
- 1967年 - キャリー＝アン・モス、俳優
- 1967年 - 北原久、官僚
- 1967年 - 皇名月、漫画家
- 1967年 - 中井亜希、アナウンサー
- 1967年 - CMJK、ミュージシャン（元電気グルーヴ、Cutemen）
- 1968年 - タフィ・ローズ、元プロ野球選手
- 1968年 - 岩崎伸一、アイスホッケー選手
- 1969年 - グレン・ボス、騎手
- 1969年 - 村上竜太郎、元野球選手
- 1970年 - スレイド・キャラハン、騎手
- 1970年 - クレイグ・カウンセル、元プロ野球選手
- 1971年 - 細野豪志、政治家
- 1971年 - 竹内ゆうじ、タレント（+ 2007年）
- 1971年 - 中川素州、俳優、スーツアクター
- 1971年 - 萩原聖人、俳優
- 1971年 - 平沼孝啓、建築家
- 1971年 - 古田亘、写真家
- 1971年 - ルー・ポート、元プロ野球選手
- 1973年 - 野口健、登山家
- 1974年 - 安達智次郎、元プロ野球選手（+ 2016年）
- 1974年 - 粟田麗、俳優
- 1975年 - VERBAL、ヒップホップMC
- 1975年 - 前里史朗、元野球選手
- 1976年 - 辰巳孝太郎、政治家
- 1977年 - いしわたり淳治、作詞家、音楽プロデューサー（元SUPERCAR）
- 1977年 - 五十嵐充子、アイスホッケー選手
- 1977年 - 小林聡、元プロ野球選手
- 1977年 - 田中総司、元プロ野球選手
- 1978年 - 漆原裕治、SASUKE史上3人目の完全制覇者
- 1978年 - ジェイソン・マーキー、元プロ野球選手
- 1979年 - キンバリー・スチュワート、ファッションモデル
- 1979年 - 丸岡正典、競艇選手
- 1980年 - 東出輝裕、元プロ野球選手
- 1980年 - 小林正人、元プロ野球選手
- 1980年 - デヴィン・パトリック、フィギュアスケート選手
- 1980年 - 柳田さやか、フリーアナウンサー
- 1980年 - 工藤和樹、元プロ野球審判員
- 1980年 - 相沢舞、声優
- 1982年 - 大前茜、元声優
- 1982年 - 桟原将司、元プロ野球選手
- 1982年 - 山地隆、元プロ野球選手
- 1982年 - 大道健二、元大相撲力士
- 1983年 - 夏木彩、女優
- 1983年 - ブロディ・ジェンナー、タレント
- 1983年 - ウンベルト・コントレラス、フィギュアスケート選手
- 1983年 - ジェシー・チャベス、プロ野球選手
- 1984年 - 内山雄介、元プロ野球選手
- 1984年 - arie、シンガーソングライター、歌手
- 1984年 - アリゼ、歌手
- 1984年 - 野中絵美、アイスホッケー選手
- 1984年 - ダスティン・モルケン、プロ野球選手
- 1985年 - 石沢綾子、アナウンサー
- 1986年 - 梶本達哉、元プロ野球選手
- 1986年 - ウサイン・ボルト、元陸上選手
- 1986年 - 坂本功貴、元体操選手
- 1986年 - 荒鷲毅、元大相撲力士
- 1986年 - 森田京之介、元アナウンサー
- 1986年 - ペートンターン・シナワット、政治家、タイ王国首相
- 1987年 - 鄭汛、フィギュアスケート選手
- 1987年 - ロジャー、お笑い芸人（大自然）
- 1988年 - 絵仁、女優、ダンサー、歌手
- 1988年 - イ・ボミ、プロゴルファー
- 1988年 - 井上公志、元プロ野球選手
- 1988年 - ロベルト・レヴァンドフスキ、サッカー選手
- 1989年 - ヘイデン・パネッティーア、女優
- 1989年 - 船越真美子、女優
- 1989年 - 川畑一志、日本テレビアナウンサー
- 1989年 - エイーレ・アドリアンサ、プロ野球選手
- 1990年 - 相川奈都姫、声優
- 1990年 - 安齊舞、元タレント
- 1990年 - 小林海咲、元サッカー選手
- 1990年 - 千佐都、歌手
- 1990年 - 東城日沙子、声優
- 1990年 - 星奈津美、競泳選手
- 1990年 - 室岡里美、アナウンサー
- 1991年 - すがちゃん最高No.1、お笑い芸人（ぱーてぃーちゃん）
- 1991年 - メイソン・ウィリアムズ、プロ野球選手
- 1991年 - RINA、ドラマー（SCANDAL）
- 1992年 - 吉川大幾、元プロ野球選手
- 1992年 - 獅子内美帆、アイスホッケー選手
- 1992年 - ブランドン・ドルーリー、プロ野球選手
- 1992年 - 霧宮てん、タレント、コスプレイヤー
- 1993年 - 安達直人、俳優、声優
- 1994年 - 五木あきら、コスプレイヤー
- 1995年 - 高准翼、サッカー選手
- 1997年 - 今日和、女子相撲選手
- 1997年 - 山梨史奈、ミュージカル俳優
- 1998年 - 武田舞彩、シンガーソングライター（元GEM）
- 1999年 - 田辺桃子、女優、ファッションモデル
- 2000年 - 奥野壮、俳優
- 2001年 - 本田真凜、フィギュアスケート選手
- 2002年 - 石田洸介、陸上競技選手
- 2003年 - 市原愛弓、アイドル（≒JOY、元STU48）
- 2003年 - 柳川大晟、プロ野球選手
- 生年不明 - 椎名橙、漫画家
- 生年不明 - 藍田紗矢華、声優
- 生年不明 - 水純なな歩、声優
- 生年不明 - 中家志穂、声優
- 生年不明 - 堀総士郎、声優
- 生年不明 - 稲田佳乃香、声優
- 生年不明 - 東龍一[22]、声優

## 忌日

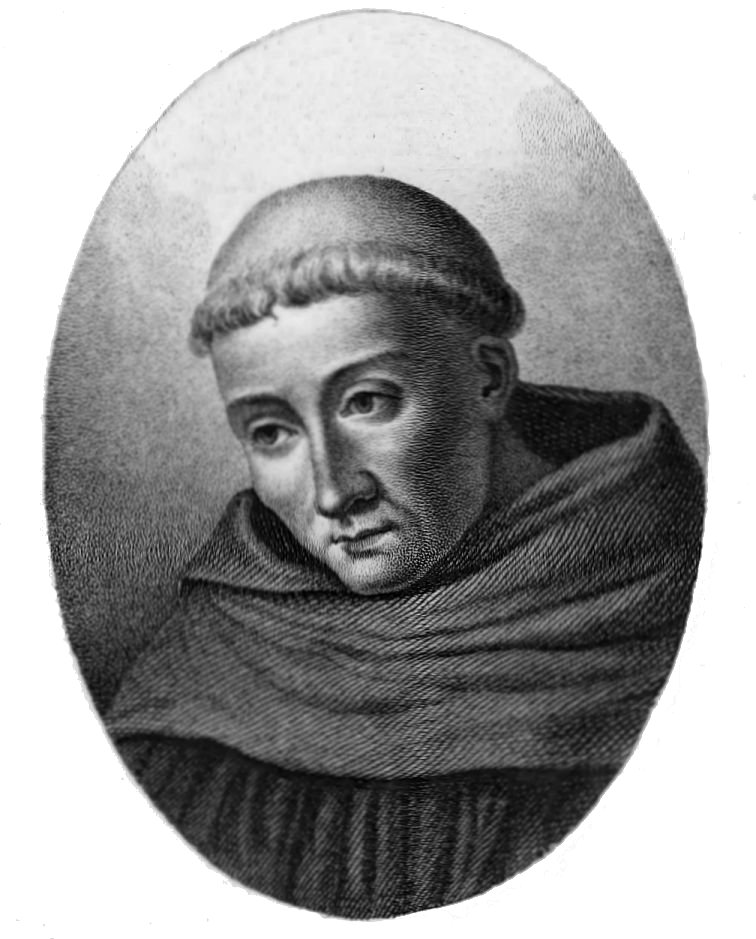
キリスト教の神学者、「聖ベルナール」クレルヴォーのベルナルドゥス(1090-1153)没。祝祭日は8月20日

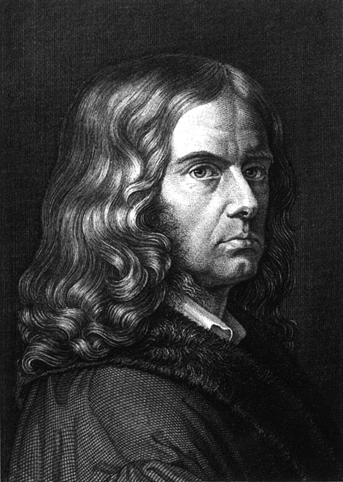
詩人・植物学者、アーデルベルト・フォン・シャミッソー(1781-1838)

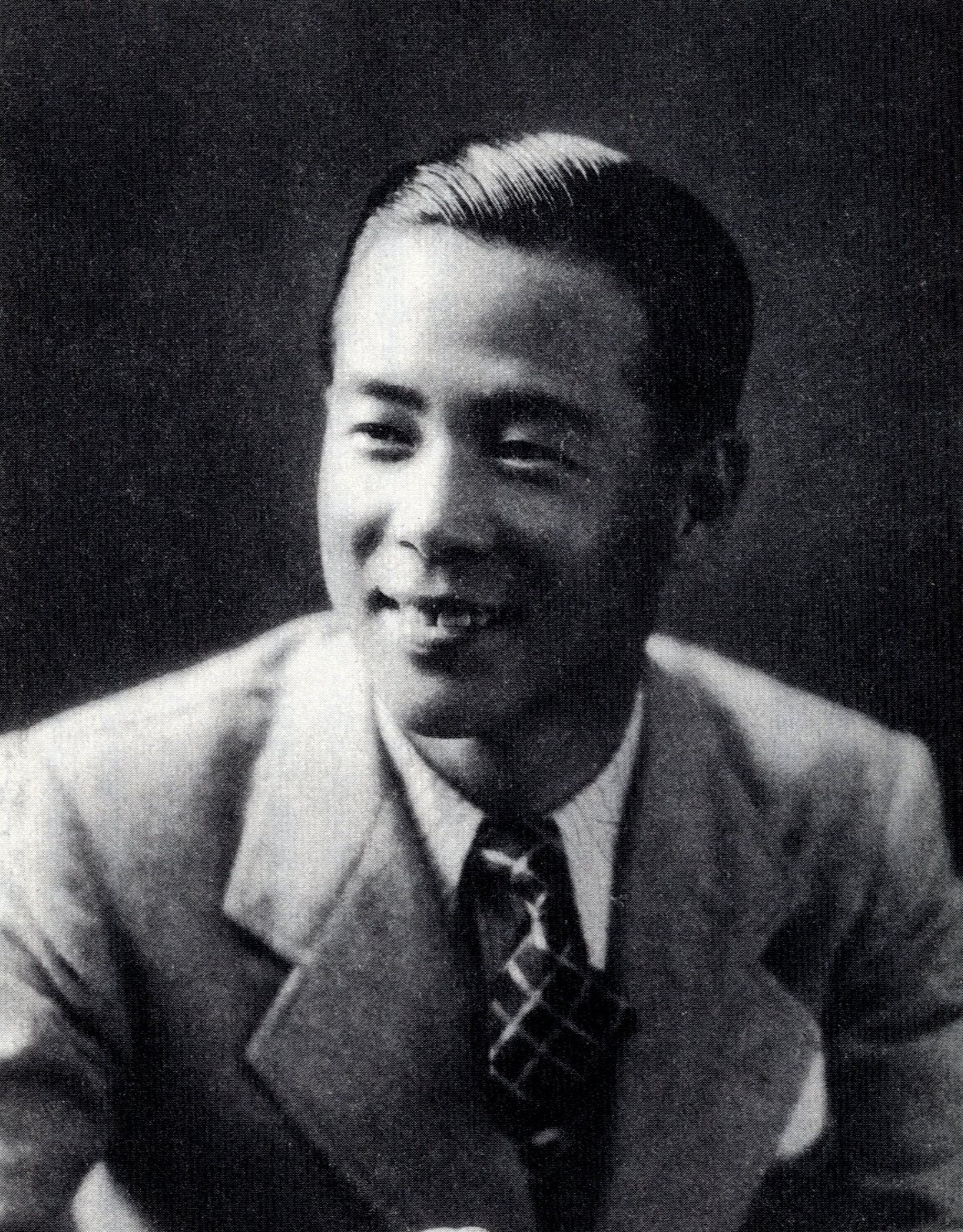
歌手・声楽家、藤山一郎(1911-1993)

| スターリンは以前しくじった仕事をやっと成功させたわけだ。――最期の言葉 |

| 息をしている限りは希望を持つ。息をしている限りは未来のために闘う――『楽観主義と悲観主義について』(1901) |

| 手段は目的によってしか正当化されない。しかし目的もまた正当化を必要とする。 |

### 人物
- 699年 - 弓削皇子、皇族
- 1153年 - クレルヴォーのベルナルドゥス、神学者（* 1090年）
- 1157年 - アルフォンソ7世、カスティーリャ王（* 1105年）
- 1568年 - ジャン・ド・ヴァレット、聖ヨハネ騎士団総長（* 1494年?）
- 1597年（慶長2年7月9日） - 穂井田元清、戦国武将（* 1551年）
- 1614年 - バートリ・エルジェーベト、ハンガリーの貴族（* 1560年）
- 1627年 - ジャック・モーデュイ、作曲家（* 1557年）
- 1736年 - エマヌエーレ・ダストルガ、作曲家（* 1681年）
- 1836年 - アンリ・ナビエ、物理学者（* 1785年）
- 1838年 - アーデルベルト・フォン・シャミッソー、詩人（* 1781年）
- 1864年（元治元年7月20日） - 平野国臣、尊皇攘夷派の志士（* 1828年）
- 1864年（元治元年7月20日） - 古高俊太郎、尊皇攘夷派の志士（* 1829年）
- 1878年 - 林玄仲[23]、医師・役人（* 1795年）
- 1891年 - ハリー・ポウレット (第4代クリーヴランド公爵)（* 1803年）
- 1901年 - アドルフ・オイゲン・フィック、生理学者（* 1829年）
- 1917年 - 奥田義人、第28代文部大臣、司法大臣、東京市長（* 1860年）
- 1919年 - ローレンス・ドハティー、テニス選手（* 1875年）
- 1935年 - ジョン・ハートリー、テニス選手（* 1849年）
- 1935年 - 岡村金太郎、水産学者（* 1867年）
- 1937年 - ジョージ・ライト、元プロ野球選手（* 1847年）
- 1939年 - 久慈次郎、野球選手（* 1898年）
- 1940年 - パウル・ユオン、作曲家（* 1872年）
- 1940年 - レフ・トロツキー、革命家（* 1879年）
- 1943年 - 伏見博英、伏見宮博恭王第四王子、伯爵（* 1912年）
- 1945年 - 園井恵子、女優（* 1913年）
- 1947年 - セオドア・ビルボー、ミシシッピ州知事（* 1877年）
- 1948年 - 石橋辰之助、俳人（* 1909年）
- 1951年 - コンスタント・ランバート、作曲家（* 1905年）
- 1957年 - ハラルド・スヴェルドラップ、海洋学者（* 1888年）
- 1964年 - パルミーロ・トリアッティ、イタリア共産党の指導者（* 1893年）
- 1965年 - 浮谷東次郎、レーサー（* 1942年）
- 1966年 - 篠崎弘嗣、ヴァイオリニスト（* 1902年）
- 1967年 - 内藤伸、彫刻家（* 1882年）
- 1971年 - 松村謙三、厚生大臣、農林大臣、文部大臣（* 1883年）
- 1971年 - ジョージ・ジャクソン、ブラックパンサー党の活動家（* 1941年）
- 1976年 - 中山栄一、自由民主党衆議院議員（* 1895年）
- 1978年 - チャールズ・イームズ、デザイナー、建築家（* 1907年）
- 1979年 - ジュゼッペ・メアッツァ、サッカー選手（* 1910年）
- 1979年 - 藤林甲、照明技師（* 1908年）
- 1980年 - 大日方傳、俳優（* 1907年）
- 1980年 - ジェニファー・ニックス、フィギュアスケート選手（* 1932年）
- 1982年 - ソブーザ2世、スワジランド国王（* 1899年）
- 1982年 - 大野林火、俳人（* 1904年）
- 1983年 - ベニグノ・アキノ、フィリピン上院議員（* 1932年）
- 1984年 - 後藤隆之助、政治運動家（* 1888年）
- 1986年 - サド・ジョーンズ、ジャズトランペット奏者（* 1923年）
- 1991年 - ヴォルフガング・ヒルデスハイマー、作家（* 1916年）
- 1992年 - ダイ・バーノン、マジシャン（* 1894年）
- 1993年 - 藤山一郎、歌手、声楽家（* 1911年）
- 1993年 - タティアナ・トロヤノス、メゾソプラノ歌手（* 1938年）
- 1994年 - アニタ・リザナ、テニス選手（* 1915年）
- 1995年 - スブラマニアン・チャンドラセカール、天体物理学者（* 1910年）
- 1999年 - 寺尾五郎、歴史学者、評論家（* 1921年）
- 2001年 - 二階堂副包、経済学者（* 1923年）
- 2001年 - 北村治禧、彫刻家（* 1915年）
- 2005年 - 内海英男、建設大臣、国土庁長官（* 1922年）
- 2005年 - ロバート・モーグ、モーグ・シンセサイザー生みの親（* 1934年）
- 2005年 - レフ・ナウモフ、ピアニスト、作曲家、音楽教師（* 1925年）
- 2006年 - 菅野壽、社会民主党参議院議員（* 1923年）
- 2010年 - 梨元勝、芸能リポーター（* 1944年）
- 2011年 - 竹脇無我、俳優（* 1944年）
- 2012年 - 内藤武敏、俳優（* 1926年）
- 2016年 - むのたけじ、ジャーナリスト（* 1915年）
- 2016年 - 平松守彦、政治家、元大分県知事（* 1924年）
- 2016年 - 十勝花子、女優（* 1946年）
- 2016年 - 山本重雄[24]、実業家、居酒屋チェーン「世界の山ちゃん」創業者（* 1957年）
- 2017年 - 小川是[25]、横浜銀行頭取（* 1940年）
- 2021年 - 二瓶正也、俳優（* 1940年）
- 2022年 - 新川二朗、演歌歌手（* 1939年）
- 2022年 - アレクセイ・パンシン、SF作家、評論家（* 1940年）
- 2022年 - 森本康敬、外交官（* 1956年）
- 2023年 - エイブ・ジェイコブズ、プロレスラー（* 1928年）
- 2023年 - 野村昇史、俳優（* 1938年）

### 人物以外（動物など）
- 1997年 - マルゼンスキー、競走馬（* 1974年）

## 記念日・年中行事

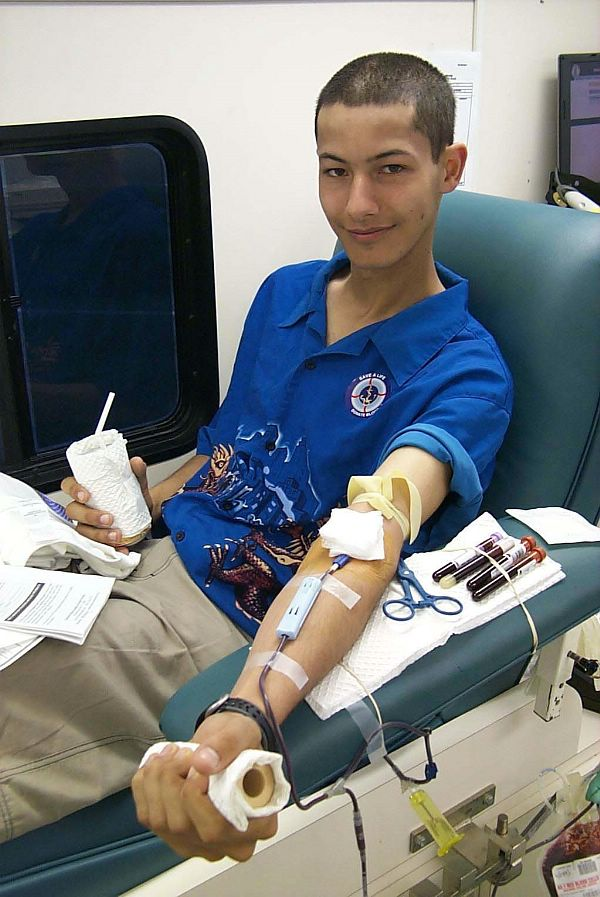
献血の日

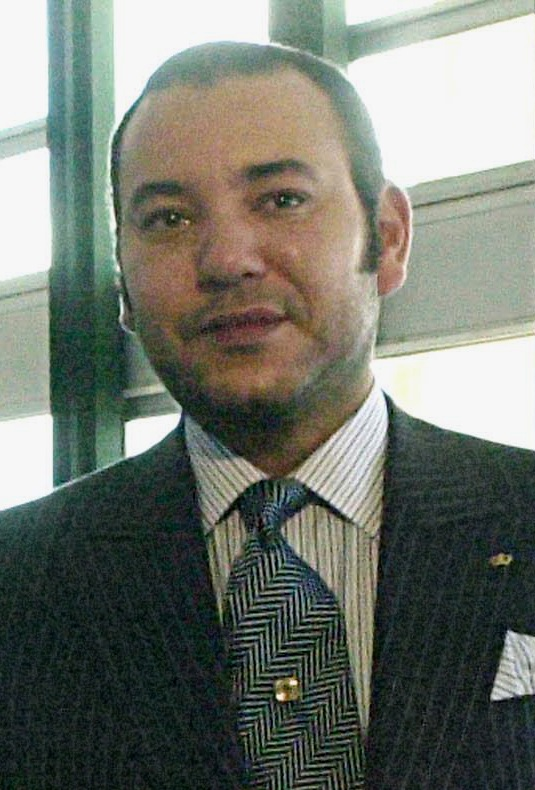
モロッコ国王ムハンマド6世誕生(1963-)

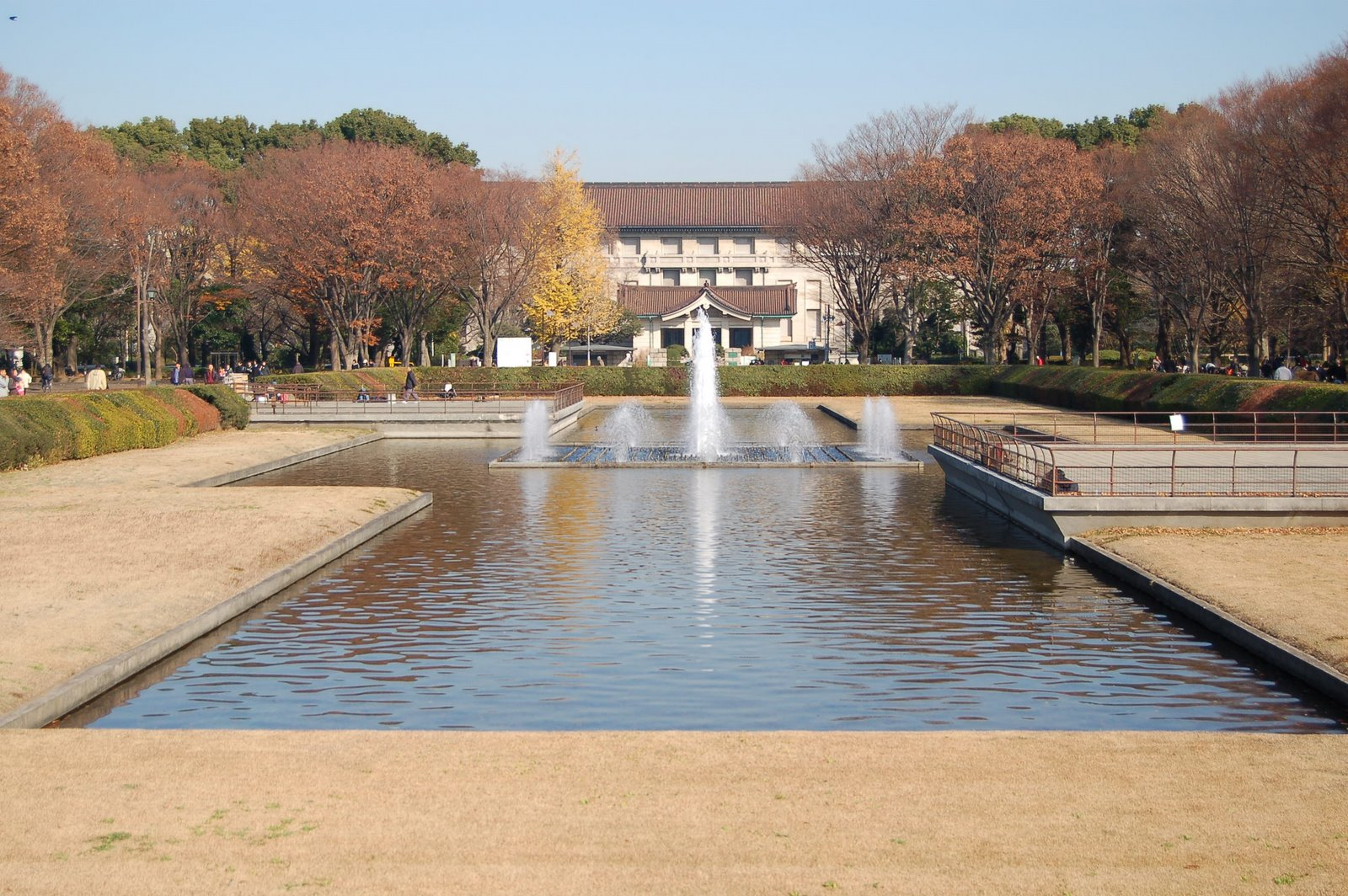
上野公園の現在の噴水

- ニノイ・アキノの日（英語版）（ フィリピン） 
1983年のこの日、ベニグノ・アキノ・ジュニア（ニノイ・アキノ）がフィリピンに帰国し暗殺されたことを記念する祝日。この暗殺はマルコス政権の終焉につながった。
- ムハンマド6世誕生日（ モロッコ）
1963年のこの日の、国王ムハンマド6世の誕生を祝う祝日。
- 献血の日（ 日本）
1964年のこの日、それまでの売血制度を廃止し、全ての輸血用血液を献血によって確保することが閣議決定されたことを記念[26]。
- 噴水の日（ 日本）
1877年のこの日に開幕した第1回内国勧業博覧会で、会場の上野公園中央の人工池に日本初の西洋式の噴水が作られ始めたことを記念。完成したのは9月8日[27]。
- 福島県民の日（ 日本 福島県）
1876年のこの日、福島県・磐前県・若松県が合併して、福島県がほぼ現在の県域となったことを記念して福島県が1997年に制定。
- 静岡県民の日（ 日本 静岡県）
1876年のこの日、浜松県が静岡県に編入され、静岡県がほぼ現在の県域となったことを記念して静岡県が制定。
- 女子大生の日（ 日本）
1913年（大正2年）、東北帝國大学（現：東北大学）が女子受験生3人の合格を発表し、日本に初めて女子大生が誕生した[28]。合格者のひとりである黒田チカは、その後日本初の女性理学博士となった。